# 西部州 (パプアニューギニア)

西部州の州旗

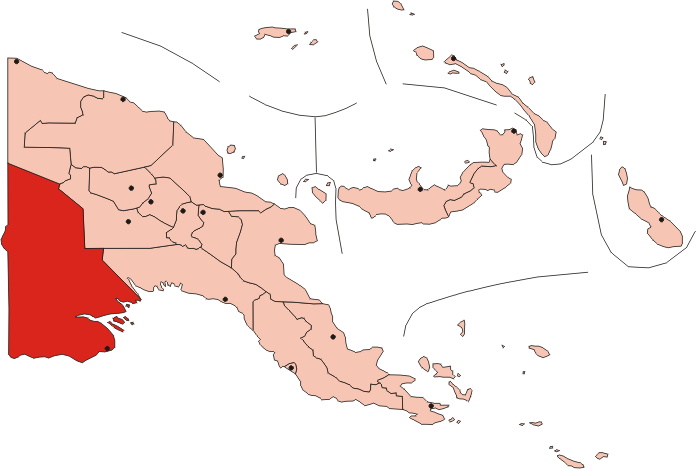
西部州

西部州 (せいぶしゅう、West Province)は、パプアニューギニアの西南部、ニューギニア島の中南部に位置する州である。  面積は99,300 km²で同国最大。人口は201,351人（2011年国勢調査）。
州都および最大都市はダル島に位置するダルで、人口は15,142人（2011年国勢調査）である。
州内にはフライ川及びその支流が流れ、同国最大のマレー湖がある。州政府は州名を「フライ川州」に変更しようとしているが、非公式のままである。